# Giro del Belvedere 2018
Il Giro del Belvedere 2018, ottantesima edizione della corsa, valido come evento dell'UCI Europe Tour 2018 categoria 1.2U, si svolse il 2 aprile 2018 su un percorso di 166,6 km. Fu vinto dall'australiano Robert Stannard che terminò la gara in 3h56'44", alla media di 42,22 km/h, battendo gli italiani Christian Scaroni e a completare il podio Matteo Sobrero.
Partenza con 170 ciclisti, dei quali 86 portarono a termine la gara.

## Squadre partecipanti
| N.    | Cod. | Squadra                          |
| ----- | ---- | -------------------------------- |
| 1-5   |      | Team Palazzago                   |
| 6-10  |      | Zalf-Euromobil-Désirée-Fior      |
| 11-15 | RUS  | Selezione russa                  |
| 16-19 | USA  | Selezione statunitense U23       |
| 21-35 |      | Northwave-Cofiloc                |
| 26-30 | BIC  | Biesse Carrera Gavardo           |
| 31-34 | MBE  | Mitchelton-BikeExchange          |
| 36-40 |      | IAM Excelsior                    |
| 41-45 |      | Maltinti Lampadari-B. Cambiano   |
| 46-50 |      | Futura Team-Rosini               |
| 51-55 | WGN  | Team Wiggins                     |
| 56-60 | GBR  | Selezione britannica             |
| 61-65 |      | Petroli Firenze-Maserati-Hopplà  |
| 66-70 |      | Cycling Team Friuli              |
| 71-75 | TRE  | Trevigiani Phonix-Hemus 1896     |
| 76-80 | BSM  | Bicicletas Strongman             |
| 81-84 |      | Cyclingteam Valcavasia           |
| 86-90 |      | Work Service Videa Coppi Gazzera |

| N.      | Cod. | Squadra                       |
| ------- | ---- | ----------------------------- |
| 91-95   |      | A.V.C. Aix-en-Provence        |
| 96-100  |      | U.C. Monaco                   |
| 101-105 |      | Gaiaplast Bibanese            |
| 106-110 |      | Team Colpack                  |
| 111-115 | BHS  | BHS Almeborg Bornholm         |
| 116-120 | UXT  | Uno-X Norwegian Dev. Team     |
| 121-125 | AZT  | D'Amico Utensilnord           |
| 126-130 | SAN  | Sangemini-Trevigiani-MG.Kvis  |
| 131-135 | LJU  | Ljubljana Gusto Xaurum        |
| 136-140 |      | KK Kranj                      |
| 141-145 | IRC  | Iseo Serrature-Rime-Carnovali |
| 146-150 | DDC  | Dimension Data for Qhubeka CT |
| 151-155 |      | Guerciotti-Kiwi Atlántico     |
| 156-160 | TIR  | Tirol Cycling Team            |
| 161-165 |      | WP Groot Amsterdam            |
| 166-170 |      | Topforex-Lapierre             |
| 171-175 |      | Lokosphinx-Elite              |

## Ordine d'arrivo (Top 10)
| Pos. | Corridore           | Squadra    | Tempo    |
| ---- | ------------------- | ---------- | -------- |
| 1    | Robert Stannard     | Mitchelton | 3h56'44" |
| 2    | Christian Scaroni   | Petroli F. | s.t.     |
| 3    | Matteo Sobrero      | Dim. Data  | s.t.     |
| 4    | Samuele Battistella | Zalf       | s.t.     |
| 5    | Cezary Grodzicki    | Palazzago  | s.t.     |
| 6    | Aleksandr Vlasov    | Russia     | s.t.     |
| 7    | Georg Zimmermann    | Tirol      | a 14"    |
| 8    | Tadej Pogačar       | Ljubljana  | a 15"    |
| 9    | Johannes Schinnagel | Tirol      | s.t.     |
| 10   | Johnatan Cañaveral  | Strongman  | s.t.     |